# Mensaje en una botella (película de 2025)
Mensaje en una botella es una película de comedia dramática argentina de 2025 dirigida y escrita por Gabriel Nesci. Narra la historia de una sommelier que puede modificar su presente enviándose mensajes en una botella al pasado, pero pronto descubre las graves consecuencias de jugar con el tiempo. Está protagonizada por Luisana Lopilato, Benjamín Vicuña y Benjamín Amadeo. La película tuvo su estreno mundial el 16 de marzo de 2025 en el Festival de Málaga, mientras que su estreno comercial en las salas de cines de Argentina fue el 1 de mayo de 2025.

## Sinopsis
Sigue la vida de Denise (Luisana Lopilato), una sommelier que descubre accidentalmente que puede cambiar su presente a través de mensajes que los pone en una botella de vino vacía con la etiqueta de un año en específico, sin embargo, en el primer intento se da cuenta de que no todo sale como esperaba por lo que vuelve a intentar varias veces, complicando cada vez más su vida y también  de quienes las rodean, lo que la lleva a quedarse atrapada constantemente en estos viajes en el tiempo.

## Reparto
- Luisana Lopilato como Denise Conti
- Benjamín Amadeo como Tomás Blanco
- Benjamín Vicuña como David Fuentes
- Luciano Cáceres como Leandro Beccar
- Rafael Spregelburd como Miguel Renard
- Marina Bellati como Isabel
- Valeria Lois como Mariel
- Graciela Pal como Elena
- Belén Chavanne como Ana
- Inés Estévez como Vivian
- Gabriel Corrado como Él mismo
- Luis Machín como Alfredo
- Eduardo Blanco como Mateo Conti
- Florencia Dyszel como Laura
- Damián Dreizik como Thor
- Harry Waters Jr. como Richie
- Sebastián Almada como Borracho

Además cuenta con los cameos de César «Banana» Pueyrredón y Osvaldo Laport.

## Producción
En mayo de 2023, se informó que el productor ejecutivo de la película Ramiro Navarro había firmado un acuerdo con el gobierno de Mendoza para filmar en la provincia la película Mensaje en una botella protagonizada por Luisana Lopilato y Benjamín Vicuña. En un principio, se había anunciado que Marcos Carnevale sería el director del filme, pero luego fue reemplazado por Gabriel Nesci. En junio de ese mismo año, se reveló que el proyecto sería producido por Leyenda Films y Kuarzo Entertainment Argentina, y sería distribuido por la plataforma Prime Video. En julio de 2023, se anunció que Benjamín Amadeo, Marina Bellati, Rafael Spregelburd y Eduardo Blanco se habían unido al elenco.
La fotografía principal de la película inició en julio de 2023 en Buenos Aires. Luego el rodaje se trasladó a Mendoza, donde las grabaciones concluyeron en septiembre de ese mismo año.

## Recepción

### Comentarios de la crítica
La película recibió reseñas positivas por parte de la prensa. Guillermo Courau de La Nación destacó que «lo más disfrutable de Mensaje en una botella no es la trama en sí, sino los apuntes de humor, muy bien diseminados a lo largo del relato». Pablo O. Scholz de Clarín afirmó que la película es «una comedia siempre efectiva, algunas veces reiterativa, pero con la que se pasa más que un buen rato».
En una reseña para el periódico español Mundiario, Juan Manuel Mazas escribió «Lopilato aporta carisma y vulnerabilidad a una protagonista que equilibra el drama con la comedia. Vicuña, en el papel de David, se adueña de la vertiente humorística. [...] No hay grandes alardes interpretativos, pero sí un trabajo honesto que hace creíbles los altibajos emocionales de la pareja».